# Левенгаупт, Адам Людвиг
Граф А́дам Лю́двиг Ле́венгаупт (Ле́венхаупт, швед. Adam Ludwig Lewenhaupt; 15 апреля 1659, Копенгаген — 12 февраля 1719, Москва) — шведский генерал, участник Северной войны. 
Несмотря на то, что Левенгаупт успешно воевал с русскими войсками в Прибалтике (1703—1705) и проявил большую отвагу под Полтавой (1709), он наиболее известен как шведский командующий при Лесной (1708) и как человек, сдавший шведскую армию на капитуляцию у Переволочны (1709).

## Биография
Адам Людвиг Левенгаупт родился в 1659 году в шведском лагере под осаждённым Копенгагеном. Его мать приходилась троюродной сестрой Карлу X. Родителей потерял в детском возрасте. Изначально планировал стать дипломатом, но позднее избрал своим делом военную службу. 
Получил образование в Лундском и Упсальском университетах.
В начале своей карьеры поступил на службу в войско Баварии, в составе которого боролся против турок в Венгрии. После этого вместе с другими шведами он переехал в Голландию, где дослужился до чина майора.
В 1697 году Левенгаупт вернулся в Швецию, где король Карл XII в начале Великой Северной войны сделал его командующим нового корпуса. Вначале он успешно воевал в Прибалтике против России, одержав победы при Салатах, Якобштадте, Гемауэртгофе, возвысился в ранге до генерала пехоты и стал губернатором Риги.
В Битве при Лесной он, однако, потерпел поражение от Петра I, пытаясь соединить свои силы, состоящие из 13 тысяч человек, с главным войском Карла XII. И хотя он смог пробиться к силам короля, его корпус был разбит, а обоз захвачен русскими. После Битвы под Полтавой в 1709 году Левенгаупт подписал капитуляцию у Переволочны, сдав остаток шведской армии в русский плен.
В течение 10 лет он был пленным в России, хотя Ульрика Элеонора при восхождении на трон и назначила его членом риксрода. Адам Людвиг Левенгаупт умер 12 февраля 1719 года в Москве, так более и не вернувшись в Швецию.

## Характеристика

### Левенгаупт как полководец
Граф Адам Людвиг Левенгаупт старался использовать максимальное количество артиллерийских орудий в полевых сражениях, при этом маневрируя полковыми пушками, перебрасывая их вдоль фронта. Это обеспечило ему успех при Салатах, Якобштадте и Гемауэртгофе. В то же время, в неудачном сражении при Лесной, Левенгаупт допустил несколько грубых ошибок. Одна из них это ослабление артиллерийских расчётов. Примерно треть чинов артиллерийской роты не были задействованы в битве, охраняя лошадей и гурты скота.
Левенгаупт был военачальником хорошим, его недостатки компенсировались успехами на поле боя. Физически выносливый, честный, бескорыстный, чрезвычайно исполнительный и точный до педантизма в своих действиях, он мог добиваться успеха там, где другим это было не под силу.   
Кроме этого генерала, никто из шведских командиров на Восточном фронте, после ухода Карла XII на запад, не смог успешно противостоять огромным массам русских войск.

### Личность
Личностью, как отмечают многие исследователи, он был сложной. Левенгаупт обладал мрачным взглядом на жизнь и являлся натурой пессимистической. На войне был осторожен, причем эта осторожность иногда переходила в апатию. В общении с людьми был негибок, вспыльчив и склонен к ссорам. Обладал сверхчувствительным нюхом и во всем видел подвох; его мнительность можно было сравнить лишь с его мягкой добротой или компетентностью в военном деле. Частенько, пишет Энглунд, его образ мыслей окрашивался в слегка параноидальный оттенок.